# Epistrophe aino
Epistrophe aino är en tvåvingeart som först beskrevs av Matsumura 1917.  Epistrophe aino ingår i släktet brynblomflugor, och familjen blomflugor. Inga underarter finns listade i Catalogue of Life.